# James Cooke Brown
James Cooke Brown (21 de juliol de 1921 a Tagbilaran, Filipines)- 13 de febrer de 2000 Terra del Foc, Xile) va ser un sociòleg i escriptor de ciència-ficció nord-americana. És conegut per haver creat el llenguatge artificial Loglan (Logical Language) i per haver dissenyat el joc de taula ''careers'' de Parker Brothers.
Una de les seves novel·les, L'Incident Troka (Double day, 1970), descriu una base de dades mundial de coneixement lliure similar a l'actual Internet. La novel·la comença amb la creença que el món està a la vora de la seva autodestrucció. Llavors presenta un món aproximadament un segle després que és un paradís de pau i prosperitat, basat en idees, moviments i el coneixement disponible. En la seva estructura metafòrica, la novel·la és una crida a un canvi social, no a través d'una revolució, sinó a través d'una educació lliure i de la conservació de la ingenuïtat humana.
Llargament descatalogat i relativament estrany, es va publicar una versió de llibre electrònic anomenat Amazon Kindle de la novel·la el 2012. La novel·la preveia que tots els llibres i publicacions periòdiques es visualitzessin en dispositius electrònics portàtils anomenats "lectors".
Entre d'altres dels seus èxits, Brown va dissenyar, i va construir, un vaixell de tres cascs (anomenat trimarà), amb el qual va realitzar nombrosos viatges.
Durant un creuer a Sud-amèrica amb la seva dona, Brown va ingressar a un hospital a l'Argentina, on va morir als 78 anys.